# シオノギヘルスケア
シオノギヘルスケア株式会社（英文:SHIONOGI HEALTHCARE CO., LTD.）は、一般用医薬品、医薬部外品、管理医療機器、健康食品等の製造・販売を行う日本の製薬会社。塩野義製薬株式会社の子会社である。

## 会社概要
塩野義製薬株式会社から、コンシューマーヘルスケア部門（一般用医薬品・医薬部外品事業）を分社化する形で、2016年1月15日に設立、同年4月1日から営業を開始した。本社は親会社の塩野義製薬と同じく、大阪府大阪市中央区北浜2丁目に置く。
社章も、塩野義製薬と同じ分銅マークを使用するが、当社の社名フォントは、塩野義製薬の公式通称である「シオノギ製薬」のものとは異なっていた。2022年7月のグループブランドマーク制定に伴い、英字表記の「SHIONOGI」のロゴタイプが入り、社名フォントがグループ共通のフォントに変更・統一された。製品パッケージへの表記についても、塩野義製薬から継続されてきた「シオノギ」ロゴや分銅マーク付の「シオノギヘルスケア」ロゴからグループブランドマーク（分銅マーク+英字表記の「SHIONOGI」）への切り替えが順次開始されている。
2019年1月には、宝酒造株式会社などを傘下に持つ宝ホールディングス株式会社のグループ会社が担っていた健康食品事業を、株式譲渡と事業承継によって引き継ぎ、通信販売向けの健康食品を取り扱うようになった。

## 沿革
- 2016年
  - 1月15日 - 塩野義製薬株式会社の100%出資により設立。
  - 4月1日 - 塩野義製薬株式会社からコンシューマーヘルスケア部門（一般用医薬品・医薬部外品などの製造・販売）を承継し、営業開始。
  - 4月9日 - 一般向けの「イソジン」シリーズの販売を開始[1]。
  - 4月12日 - ビタミンC主薬製剤「シナールLホワイト2」を発売（シオノギヘルスケア発足後初の自社ブランドにおける新製品）[2]。
  - 9月21日 - 「イソジンのどフレッシュ」・「イソジン泡ハンドウォッシュF」の販売を開始[3]。
- 2017年
  - 8月21日 - かぜ薬「パイロンPL顆粒」を発売[4]。
  - 9月1日 - 「イソジン除菌ウェットシート」・「イソジン除菌ウェットタオル 大判サイズ」の販売を開始[5]。
- 2018年
  - 3月1日 - 消化薬「ベリチーム酵素」を発売[6]。
  - 6月25日 - ロート製薬株式会社との間で協業に向けた資本提携が発表され、塩野義製薬株式会社が保有していた当社株式の15%を同社が取得した[7][8]。
  - 7月30日 - ビタミン含有保健剤「ポポンai（アイ）」を発売[9]。
  - 8月1日 - 「イソジンクリアうがい薬」の販売を開始[10]。
  - 8月28日 - ビタミンC主薬製剤「シナールEX」シリーズ（チュアブル錠e・顆粒e）をリニューアル発売[11]。
- 2019年
  - 1月1日 - 宝ホールディングス株式会社から同社子会社の宝ヘルスケア株式会社の全株式を譲受、同社子会社のタカラバイオ株式会社の健康食品事業を吸収分割により承継[12]。
  - 1月2日 - 宝ヘルスケア株式会社を吸収合併し、ダイレクト販売本部を新設[13]。
  - 1月4日 - 健康食品の通販サイト「TaKaRa健康通販」を「シオノギ健康通販」に改め、通信販売向け健康食品の取り扱いを開始[13]。
  - 3月1日 - 機能性表示食品「健骨計画」を「シオノギ健康通販」限定で発売（「シオノギ健康通販」開始後初の新製品で、当社初の機能性表示食品でもある）[14]。
  - 3月20日 - ビタミンC主薬製剤「シナールLホワイト エクシア」を発売[15]。
  - 3月28日 - 代理店業務を行う滿貫（亞太）集團有限公司（タイクーンアジアパシフィックグループ社）との間で販売契約が締結され、ビタミンB1主薬製剤「べリックス・ネオ」を「疲力消尼奥」の現地名で香港での販売を開始。当社で初の海外販売となる[16]。
  - 4月3日 - 機能性表示食品「健眠計画」を「シオノギ健康通販」限定で発売[17]。
  - 8月20日 - かぜ薬「パイロンPL錠」を発売[18]。
  - 11月5日 - 機能性表示食品「健温計画」を「シオノギ健康通販」限定で発売[19]。
- 2020年
  - 4月 - 解熱鎮痛薬「セデス」シリーズのうち、「新セデス錠」、「セデス・ハイ」、「セデス・ハイG」の3種類をパッケージリニューアル（順次自然切替、「セデス・ハイ」は同年6月より自然切替）[20]。
  - 8月4日 - かぜ薬「パイロンPL錠ゴールド」を発売[21]。
  - 8月25日 - ビタミンC主薬製剤「シナールEX pro」（チュアブル錠・顆粒）を発売[22]。
  - 12月25日 - オンラインショップ「シオノギ健康通販」を「シオノギヘルスケアONLINE」にリニューアルされ、プレオープン[23]（2021年1月22日にグランドオープン[24]）。
- 2021年
  - 2月16日 - 湿疹・皮膚炎用薬「リンデロンVs軟膏」・「リンデロンVsクリーム」を発売（塩野義製薬が発売する医療用医薬品「リンデロン-V軟膏0.12%」・「リンデロン-Vクリーム0.12%」をスイッチOTC化した製品）[25]。
  - 4月1日 - 「シオノギヘルスケアONLINE」で当社製医薬品の販売を開始（一部の製品に限られ、複数の容量がある製品は一番容量が大きい製品が扱われる）[26]。
  - 8月 - 「パイロンPL顆粒Pro」・「メジコンせき止め錠Pro」を発売（塩野義製薬が発売する医療用医薬品「PL配合顆粒」・「メジコン錠15mg」をベースに、効能、用法・用量を一般向けに変更した製品で、日本初となる医療用医薬品と有効成分を同量配合したかぜ薬・せき止め薬となり、従来医療用医薬品での展開だった「メジコン」を当社のせき止め薬ブランドとして新たに発売された）[27]。
  - 10月28日 - 不織布マスク「パイロンPL Proマスク」を発売[28]。
- 2022年
  - 2月1日 - 「シオノギヘルスケアONLINE」を中心に発売しているガゴメ昆布を使用したサプリメント「フコイダン」シリーズを発売25周年を機に「フコイダンPROTECT」シリーズに改名し、パッケージリニューアル（顆粒200のみ、同年3月1日にリニューアル）[29]。
  - 2月17日 -
    - 薬用美容液「シナールエクシア ホワイトメディカルエッセンス」を発売（当社初のスキンケア製品）[30]。
    - 解熱鎮痛薬「セデス・ハイ プロテクト」を発売（ブランド内で最多となる5つの有効成分を配合）[31]。

  - 3月14日 - 湿疹・皮膚炎用薬「リンデロンVsローション」を発売（OTC医薬品における「ストロング」ランクのステロイド外用剤で初のローションタイプ）[32]。
  - 5月16日 - 「コレクト」シリーズの製造を終了し、塩野義製薬時代から続いていた義歯用品市場から撤退[33]（義歯安定剤「クッションコレクト」の原料である酢酸ビニル樹脂の製造が中止されたことで同等の性能を持つの製品をつくることが難しくなったことで製造販売を終了することとなり、同時に同ブランドの他の製品も一斉に製造を終了することになったため[34]）。
  - 7月1日 - グループブランドマーク制定[35]に伴い、「SHIONOGI」のロゴタイプが入り、社名ロゴをグループ共通のフォントへ変更。
  - 12月8日 - 乾燥肌治療薬「RD HPスキンクリーム」を発売[36]。
- 2023年
  - 4月12日 - 「シナールエクシア」にホワイトメディカルローション、ホワイトメディカルミルク、ホワイトメディカルクリーム、マイクロニードルパッチの4種を追加し、「シオノギヘルスケアONLINE」限定で発売[37]。
  - 4月18日 - LTE通信モジュール内蔵型テレビスピーカー「kikippa（ききっぱ）」を「シオノギヘルスケアONLINE」限定で発売[38]。
  - 8月4日 - かぜ薬「パイロンPL顆粒Pro」に18包を追加発売し、同時に錠剤タイプの「パイロンPL錠Pro」を発売[39]。
  - 9月4日 - 家庭用除菌スプレー「マジッシュ 除菌スプレー」を「シオノギヘルスケアONLINE」限定で発売[40]。
- 2024年
  - 3月1日 - 去痰薬「ムコダイン去たん錠Pro500」を発売（杏林製薬が医療用医薬品として発売している気道粘液調整・粘膜正常化剤「ムコダイン」の商標を同社から許諾し、「ムコダイン錠500mg」と同一処方のOTC医薬品として発売するものである）[41]。
  - 7月25日 - かぜ薬「パイロンPL錠Pro」に36錠を追加発売[42]。
  - 8月22日 - 湿疹・皮膚炎用薬「リンデロンVsプレミアム軟膏」・「リンデロンVsプレミアムクリーム」を発売（ストロングステロイド剤で初となる2種類の皮膚修復成分と殺菌成分を追加した処方を採用）[43]。
  - 9月2日 - ビタミンC主薬製剤「シナールLホワイトエクシア プレミアム2000」を発売[44]。
  - 10月1日 - 鎮咳去痰薬「メジコンせき止め液Pro」を発売（塩野義製薬が発売する医療用医薬品「メジコン配合シロップ」をベースに効能、用法・用量を一般向けに変更した製品で、医療用医薬品と有効成分を同量配合。「メジコンせき止め錠」に去痰成分のクレゾールスルホン酸カリウムを追加し、液剤としたもの）[45]。

## 主要事業所
本社
大阪市中央区北浜2丁目6-18 淀屋橋スクエアビル7階
京都オフィス
京都市中京区三条通烏丸西入御倉町85-1 KDX烏丸ビル4階
東京営業オフィス
東京都港区三田3丁目5-19 住友不動産東京三田ガーデンタワー3階
大阪営業オフィス
大阪府吹田市江坂町1丁目13-33 進和江坂ビル5階
札幌営業オフィス
札幌市中央区北3条西4丁目1-1 日本生命札幌ビル20階
仙台営業オフィス
仙台市青葉区柏木1丁目2-45 フォレスト仙台ビル6階
名古屋営業オフィス
名古屋市中区栄3丁目2-3 名古屋日興證券ビル4階
広島営業オフィス
広島市中区鉄砲町10-12 広島鉄砲町ビルディング12階
福岡営業オフィス
福岡市中央区長浜1丁目1-35 新KBCビル9階
大阪物流センター
大阪府大東市新田北町3-26
東京物流センター
千葉県市川市塩浜2丁目16-6

## 提供番組
- ミュージックフェア（フジテレビ）※2016年4月2日から実質的には塩野義製薬から交代する形での一社提供だが、親会社の医療用医薬品事業の企業CMも含めて出稿されているため、提供クレジット上は親会社の「シオノギ製薬」名義となっていたが、前述したグループスローガンの制定に伴い、2022年7月2日の放送から提供クレジットが「SHIONOGI」に変更された。
- FNS27時間テレビ（フジテレビ）※年1回放送、2016年7月放送の『FNS27時間テレビフェスティバル!』より塩野義製薬から交代。本番組で初めて直接出稿したため、提供クレジットが「シオノギヘルスケア」名義となる。
- はじめてのおつかい（日本テレビ） - 2020年7月20日のスペシャルの20時台ナショナルスポンサーの二階堂酒造が提供とCMごと自粛したため[注釈 3]の代替スポンサー。

## CM出演者
- 現在の出演者（2024年11月時点）
  - 西島秀俊（パイロンPL顆粒Pro/メジコンせき止め錠Pro/ムコダイン去たん錠Pro）
  - 川口春奈（セデス・シナール）
  - 芦田愛菜（リンデロンVs）
  - 笑福亭鶴瓶（Kikippa）
  - 駿河太郎（Kikippa）
- 過去の出演者（旧塩野義製薬時代を含む）
  - 清水まゆみ（セデス）
  - 仲代達矢（ポポンS・パンテーン） - 後者は当時の「シオノギ製薬」という表示をしていない。
  - 十朱幸代（パイロンAM錠）
  - 黒柳徹子（同上）
  - 浅野ゆう子（同上）
  - 松本典子（セデスA錠）
  - 荻野目洋子（新セデス錠）
  - 和久井映見（同上）
  - 石黒賢（同上）
  - 篠田正浩（シオノギS胃腸薬）
  - 岩城宏之（同上）
  - ヴァネッサ・ウィリアムス（セデス・ハイ）
  - 瀬戸朝香（セデスシリーズ）
  - 鈴木杏樹（同上）
  - 辺見えみり（セデスV）
  - 原田夏希（セデス・キュア）
  - 鹿賀丈史（クッションコレクト）
  - 杉良太郎（さわやかコレクト）
  - 林寛子（新ポポンS錠）
  - ガブリエラ・サバティーニ（新ポポンS錠）
  - 小林聡美（ポポンS）
  - 佐藤弘道（シオノギG軟膏）
  - ジョニー・ハーバート（新ポポンS錠）
  - ミカ・ハッキネン（同上）
  - 黛英里佳（ポポンピュメリ）
  - 明石家さんま（セデスファースト）- 2年契約だったのが「さんまのテンションが高すぎて、薬のCMのイメージが合わない」という事で1年間で契約打ち切りとなっている。
  - アンジェラ・アキ（セデス・ハイ）
  - 松下優也（ポポンSプラス）
  - 加藤あい（シナールLホワイト エクシア）
  - 大政絢（シナール）
  - 三森すずこ・宮野真守（パイロンPLシリーズ）[46]
  - 山本美月☆（セデス、パイロンPL錠ゴールド）
  - 上戸彩（イソジン） - 当社の表示をしておらず、ムンディファーマ単独で行われていた。但し、「イソジンのど飴」も彼女が出演しているが味覚糖の商品であり、当社が関与した商品ではない。
  - 江口拓也・駒田航（ベリックスBeプラス・Web版のみ）[47]
  - 原晋・山本美月（パイロンPLシリーズ）[48]